# 오오와다 히토미
오오와다 히토미(일본어: 大和田 仁美 おおわだ ひとみ[*])는 일본의 여성 성우. 가나가와현 출신. 아오니 프로덕션 소속.